# Sarcocapnos
Sarcocapnos är ett släkte växter som ingår i familjen vallmoväxter (Papaveraceae).
Ingående arter enligt Catalogue of Life:
- Sarcocapnos baetica
- Sarcocapnos crassifolia
- Sarcocapnos enneaphylla
- Sarcocapnos pulcherrima

## Bildgalleri

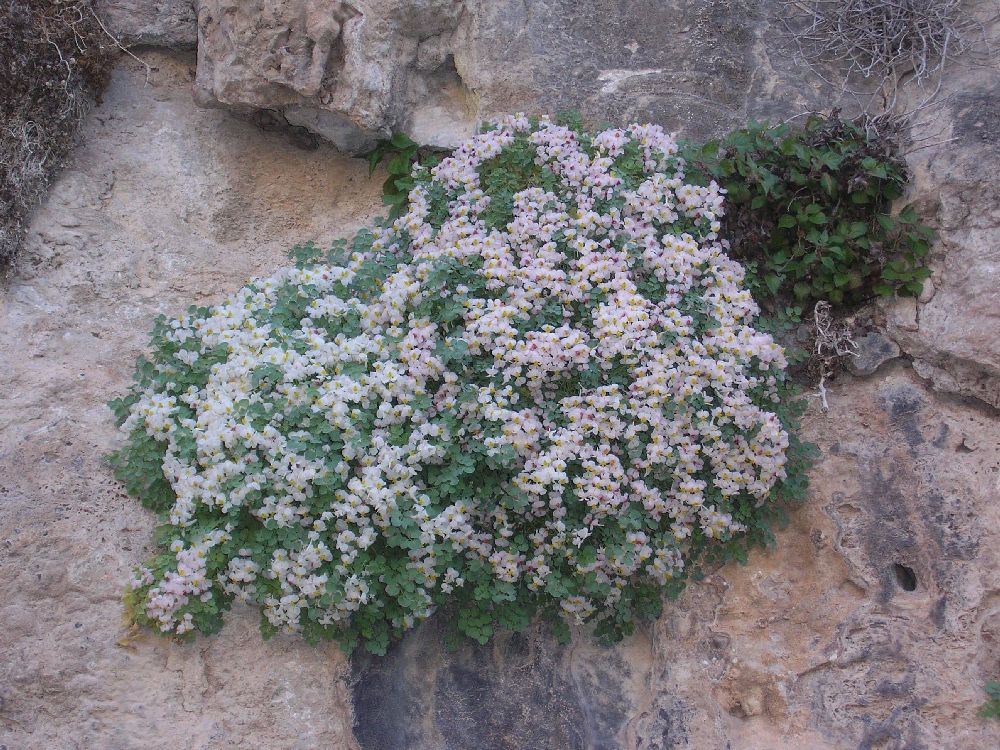
Sarcocapnos baetica
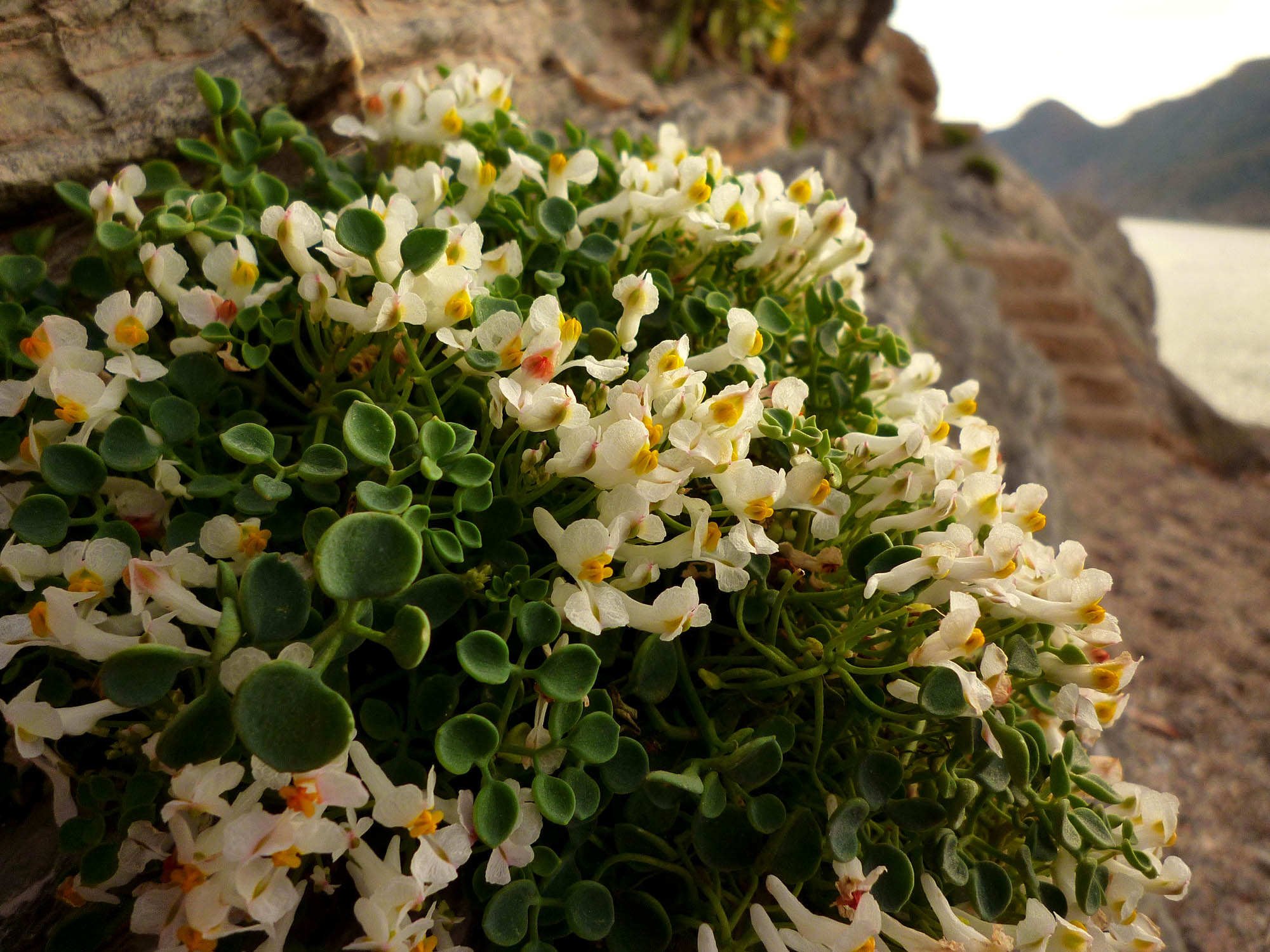
Sarcocapnos enneaphylla
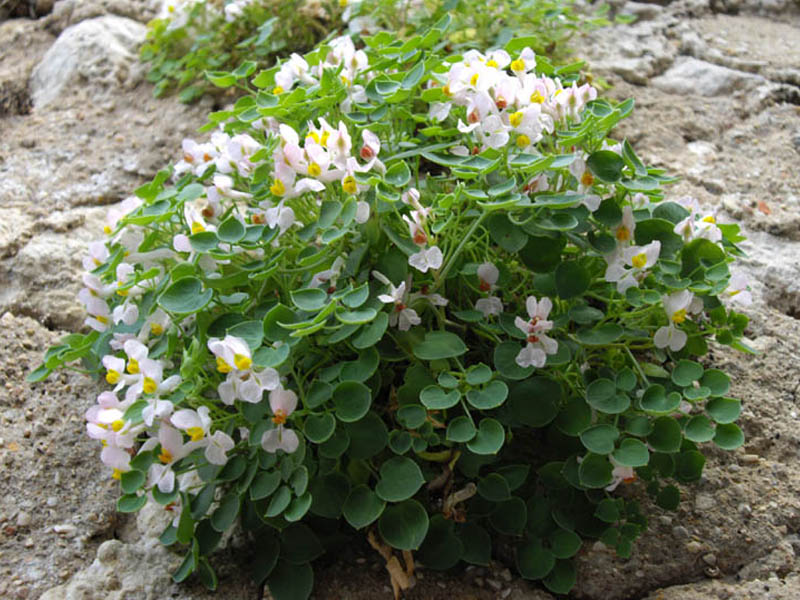
Sarcocapnos saetabensis